# Розсвіт (Міякинський район)
Розсві́т (рос. Рассвет, башк. Рассвет) — присілок у складі Міякинського району Башкортостану, Росія. Входить до складу Біккуловської сільської ради.
Населення — 304 особи (2010; 313 в 2002).
Національний склад:
- башкири — 43%
- татари — 39%